# Fran
| system                            | oddział          | piętro  | wiek (mln lat) |
| --------------------------------- | ---------------- | ------- | -------------- |
| karbon                            | wczesny missisip | turnej  | młodsze        |
| dewon                             | górny            | famen   | 372,2–358,9    |
| dewon                             | górny            | fran    | 382,7–372,2    |
| dewon                             | środkowy         | żywet   | 387,7–382,7    |
| dewon                             | środkowy         | eifel   | 393,3–387,7    |
| dewon                             | dolny            | ems     | 407,6–393,3    |
| dewon                             | dolny            | prag    | 410,8–407,6    |
| dewon                             | dolny            | lochkow | 419,2–410,8    |
| sylur                             | przydol          | przydol | starsze        |
| Podział według ICS, wrzesień 2023 |                  |         |                |

Fran (ang. Frasnian)
- w sensie geochronologicznym – starszy wiek epoki dewonu późnego, trwający około 11 milionów lat (od 385,3 ± 2,6 do 374,5 ± 2,6 mln lat temu). Fran jest młodszy od żywetu, a starszy od famenu.

- w sensie chronostratygraficznym – niższe piętro dewonu górnego, leżące powyżej żywetu, a poniżej famenu. Nazwa pochodzi od miejscowości Frasnes, leżącej na północ od miasta Couvin (południowa Belgia). Stratotyp dolnej granicy franu znajduje się w kamieniołomie na wzgórzu Col du Puech de la Suque (około 1 km na SE od miejscowości St. Nazaire de Ladarez, region Montagne Noire, południowa Francja). Granica oparta jest na pierwszym pojawieniu się konodonta Ancyrodella rotundiloba (Bryant, 1921).